# ブラス・ターゲット
『ブラス・ターゲット』（原題：Brass Target）は、1978年制作のアメリカ合衆国の映画。
第二次世界大戦終結直後のヨーロッパを舞台に、ナチスが隠匿した巨額の金塊をめぐって展開する国際的陰謀を、ジョージ・パットン将軍の暗殺計画があったという大胆な設定を絡めて描いたサスペンス映画。フレデリック・ノーランの小説「アルゴンキン計画」（The Algonquin Project）の映画化。

## あらすじ
第二次世界大戦終結直後の1945年、アメリカ軍は、ナチス・ドイツの帝国銀行が隠匿した2億5千万ドル相当の金塊を発見した。
金塊は総司令官パットン将軍の命令でフランクフルトの大金庫へ輸送されることになったが、途中で金塊が何者かの手によって奪われてしまう。
パットン将軍は犯罪捜査部に犯人と金塊の捜索を命じ、情報部のベテラン将校のデ・ルーカ少佐がその任に当たることになる。
デ・ルーカはその任の最中、昔の恋人マーラと再会した。マーラはデ・ルーカの上司であるマッコーリー大佐の愛人になっていた。
そのマッコーリーは、パットン将軍直属の司令部将校のロジャーズ大佐と秘かに接触していた。実はこのロジャーズ大佐こそ、金塊強奪の黒幕だった。パットンの捜査の手がのびていることを知ったロジャーズはパットン将軍の暗殺を計画する。
それを知ったデ・ルーカとマーラは暗殺計画を阻止しようとするが…。

## キャスト
| 役名                           | 俳優                     | 日本語吹替                                                                          |
| 役名                           | 俳優                     | テレビ朝日版                                                                        |
| ------------------------------ | ------------------------ | ----------------------------------------------------------------------------------- |
| マーラ                         | ソフィア・ローレン       | 此島愛子                                                                            |
| ジョー・デ・ルーカ少佐         | ジョン・カサヴェテス     | 森川公也                                                                            |
| ジョージ・S・パットン将軍      | ジョージ・ケネディ       | 大平透                                                                              |
| ドナルド・ロジャース大佐       | ロバート・ヴォーン       | 矢島正明                                                                            |
| マイク・マッコーリー大佐       | パトリック・マクグーハン | 仁内建之                                                                            |
| ロバート・ドーソン大佐         | ブルース・デイヴィソン   | 小川真司                                                                            |
| ウォルター・ギルクライスト大佐 | エドワード・ハーマン     | 屋良有作                                                                            |
| スチュアート大佐               | エド・ビショップ         | 千田光男                                                                            |
| シェリー/ウェバー              | マックス・フォン・シドー | 家弓家正                                                                            |
| ラッキー・ルチアーノ           | リー・モンタギュー       | 寺島幹夫                                                                            |
| 不明 その他                    |                          | 飯塚昭三 池田勝 藤本譲 大橋芳枝 幹本雄之 色川京子 有本欽隆 安田隆 秋元羊介 有馬瑞香 |
|                                |                          |                                                                                     |
| 演出                           | 演出                     | 水本完                                                                              |
| 翻訳                           | 翻訳                     | 鈴木導                                                                              |
| 効果                           | 効果                     | PAG                                                                                 |
| 調整                           | 調整                     | 山田太平                                                                            |
| 制作                           | 制作                     | ザック・プロモーション                                                              |
| 解説                           | 解説                     | 淀川長治                                                                            |
| 初回放送                       | 初回放送                 | 1985年9月1日 『日曜洋画劇場』                                                       |

## 類似作品
- ジャッカルの日